# Estados Unidos nos Jogos Pan-Americanos de 1951
Os Estados Unidos nos Jogos Pan-Americanos de 1951 competiram e conquistaram 95 medalhas, sua participação foi significante nos primeiros jogos, porém foi um dos dois únicos em que o país não liderou o quadro de medalhas da competição, a outra edição em Havana 1991.
Os jogos que aconteceram em Buenos Aires, na Argentina, terminaram com o país anfitrião na liderança do quadro de medalhas, em segundo lugar os Estados Unidos.

## Medalhistas
| Atleta | Esporte              | Evento                                     | Medalha |
| --- | -------------------- | ------------------------------------------ | ------- |
| Mal Whitfield | Atletismo            | 400 metros - masculino                     | Ouro    |
| Mal Whitfield | Atletismo            | 800 metros - masculino                     | Ouro    |
| Browning Ross | Atletismo            | 1500 metros - masculino                    | Ouro    |
| Curt Stone | Atletismo            | 10000 metros - masculino                   | Ouro    |
| Estados Unidos: Art Bragg Dick Attlesey Donald Campbell John Voight | Atletismo            | 4x100 metros - masculino                   | Ouro    |
| Estados Unidos: Bill Brown Hugo Maiocco John Voight Mal Whitfield | Atletismo            | 4x400 metros - masculino                   | Ouro    |
| Dick Attlesey | Atletismo            | 110 metros com barreiras - masculino       | Ouro    |
| Curt Stone | Atletismo            | 3000 metros com obstáculos - masculino     | Ouro    |
| Henry Laskau | Atletismo            | 10000 m marcha atlética - masculino        | Ouro    |
| Gay Bryan | Atletismo            | Salto em distância - masculino             | Ouro    |
| Virgil Severns | Atletismo            | Salto em altura - masculino                | Ouro    |
| Bob Richards | Atletismo            | Salto com vara - masculino                 | Ouro    |
| Jim Fuchs | Atletismo            | Arremesso de peso - masculino              | Ouro    |
| Jim Fuchs | Atletismo            | Arremesso de disco - masculino             | Ouro    |
| Jean Patton | Atletismo            | 200 metros - feminino                      | Ouro    |
| Estados Unidos: Dolores Dwyer Janet Moreau Jean Patton Nell Jackson | Atletismo            | 4x100 metros - feminino                    | Ouro    |
| Estados Unidos: Bob Gilbert Charles O'Neill Cliff Murray Dick Atha Dick Faszholz Don Barksdale Ed Longfellow Gene Lambdin Jim Powell Ken Leslie Neil Turner Richard Babcock Roger Adkins Tom Kern | Basquetebol          | Equipe - masculino                         | Ouro    |
| Estados Unidos: Albert Wolff Byron Krieger Edward Vebell José Raoul de Capriles Nathaniel Lubell Tibor Nyilas                                                                                     | Esgrima              | Florete por equipes - masculino            | Ouro    |
| Tibor Nyilas | Esgrima              | Sabre individual - masculino               | Ouro    |
| Estados Unidos: Byron Krieger Frederick Weber George Worth José Raoul de Capriles Nathaniel Lubell Tibor Nyilas                                                                                   | Esgrima              | Sabre por equipes - masculino              | Ouro    |
| William Roetzheim | Ginástica            | Individual geral - masculino               | Ouro    |
| William Roetzheim | Ginástica            | Barra fixa - masculino                     | Ouro    |
| Joseph de Pietro | Levantamento de peso | Até 56 kg (peso galo) - masculino          | Ouro    |
| Joseph Pitman | Levantamento de peso | Até 67,5 kg (peso leve) - masculino        | Ouro    |
| Peter George | Levantamento de peso | Até 75 kg (peso medio) - masculino         | Ouro    |
| Stanley Stanczyk | Levantamento de peso | Até 82,5 kg (peso meio-pesado) - masculino | Ouro    |
| John Davis | Levantamento de peso | Mais de 82,5 kg (peso pesado) - masculino  | Ouro    |
| Robert Peery | Lutas                | Até 52 kg - masculino                      | Ouro    |
| Richard LeMeyre | Lutas                | Até 57 kg - masculino                      | Ouro    |
| Newton Copple | Lutas                | Até 67 kg - masculino                      | Ouro    |
| Melvin Northrup | Lutas                | Até 73 kg - masculino                      | Ouro    |
| Dick Cleveland | Natação              | 100 metros livre - masculino               | Ouro    |
| Allen Stack | Natação              | 100 metros costas - masculino              | Ouro    |
| Estados Unidos: Bill Heusner Burwell Jones Dick Cleveland Ronald Gora | Natação              | 4x200 metros - masculino                   | Ouro    |
| Estados Unidos: Allen Stack Bowen Stassforth Dick Cleveland | Natação              | 3x100 metros medley - masculino            | Ouro    |
| Sharon Geary | Natação              | 100 metros livre - feminino                | Ouro    |
| Maureen O'Brien | Natação              | 100 metros costas - feminino               | Ouro    |
| Estados Unidos: Betty Brey Carolyn Green Jacqueline LaVine Sharon Geary | Natação              | 4x100 metros - feminino                    | Ouro    |
| Estados Unidos: Carol Pence Maureen O'Brien Sharon Geary | Natação              | 3x100 metros medley - feminino             | Ouro    |
| Estados Unidos: Gail Francis Wilson Guy Kent Troy James Thompson | Pentatlo moderno     | Equipes - masculino                        | Ouro    |
| Mary Cunningham | Saltos ornamentais   | Trampolim de 3 m - feminino                | Ouro    |
| Pat McCormick | Saltos ornamentais   | Plataforma de 10 m - feminino              | Ouro    |
| Huelet Benner | Tiro esportivo       | Tiro rápido 25 m - masculino               | Ouro    |
| Arthur Jackson | Tiro esportivo       | Carabina três posições 50 m - masculino    | Ouro    |
| Arthur Jackson | Tiro esportivo       | Carabina deitado 50 m - masculino          | Ouro    |
| Art Bragg | Atletismo            | 100 metros - masculino                     | Prata   |
| Art Bragg | Atletismo            | 200 metros - masculino                     | Prata   |
| Hugo Maiocco | Atletismo            | 400 metros - masculino                     | Prata   |
| Bill Brown | Atletismo            | 800 metros - masculino                     | Prata   |
| John Twomey | Atletismo            | 800 metros - masculino                     | Prata   |
| Harris Ross | Atletismo            | 3000 metros com obstáculos - masculino     | Prata   |
| Cal Clark | Atletismo            | Salto em altura - masculino                | Prata   |
| Dick Doyle | Atletismo            | Arremesso de disco - masculino             | Prata   |
| Steve Seymour | Atletismo            | Lançamento de dardo - masculino            | Prata   |
| Jean Patton | Atletismo            | 100 metros - feminino                      | Prata   |
| Nell Jackson | Atletismo            | 200 metros - feminino                      | Prata   |
| Amelia Bert | Atletismo            | Lançamento de dardo - feminino             | Prata   |
| Estados Unidos: Alton Brooks Bob Coluni Dick McCleney Don Woodlief Ellsworth Rogers Frank Wehner Harron Floyd Jack Liptak Jack Stallings Max Eller Stanley Johnson Wiley Warren                   | Beisebol             | Equipe - masculino                         | Prata   |
| Estados Unidos: Albert Wolff Byron Krieger Edward Vebell Frederick Weber José Raoul de Capriles Nathaniel Lubell                                                                                  | Esgrima              | Espada por equipes - masculino             | Prata   |
| George Worth | Esgrima              | Sabre individual - masculino               | Prata   |
| William Roetzheim | Ginástica            | Cavalo com alças - masculino               | Prata   |
| William Roetzheim | Ginástica            | Solo - masculino                           | Prata   |
| Richard Greenawalt | Levantamento de peso | Até 60 kg (peso pena) - masculino          | Prata   |
| Gerald Maurey | Lutas                | Até 62 kg - masculino                      | Prata   |
| Louis Norton | Lutas                | Até 79 kg - masculino                      | Prata   |
| Ralph Schmidt | Lutas                | Mais de 87 kg - masculino                  | Prata   |
| Ronald Gora | Ginástica            | 100 metros livre - masculino               | Prata   |
| Bill Heusner | Ginástica            | 400 metros livre - masculino               | Prata   |
| Jacqueline LaVine | Ginástica            | 100 metros livre - feminino                | Prata   |
| Betty Brey | Ginástica            | 200 metros livre - feminino                | Prata   |
| Carolyn Green | Ginástica            | 400 metros livre - feminino                | Prata   |
| Sheila Donahue | Ginástica            | 100 metros costas - feminino               | Prata   |
| James Thompson | Pentatlo moderno     | Individual - masculino                     | Prata   |
| Miller Anderson | Saltos ornamentais   | Trampolim de 3 m - masculino               | Prata   |
| Samuel Lee | Saltos ornamentais   | Plataforma de 10 m - masculino             | Prata   |
| Pat McCormick | Saltos ornamentais   | Trampolim de 3 m - feminino                | Prata   |
| Huelet Benner | Tiro esportivo       | Pistola 50 m - masculino                   | Prata   |
| Arthur Cook | Tiro esportivo       | Carabina três posições 50 m - masculino    | Prata   |
| Arthur Jackson | Tiro esportivo       | Fuzil 50 m três posições - masculino       | Prata   |
| Hugo Maiocco | Atletismo            | 800 metros - masculino                     | Bronze  |
| John Twomey | Atletismo            | 1500 metros - masculino                    | Bronze  |
| Don Halderman | Atletismo            | 400 metros com barreiras - masculino       | Bronze  |
| Jim Holland | Atletismo            | Salto em distância - masculino             | Bronze  |
| Nancy Phillips | Atletismo            | 80 metros com barreiras - feminino         | Bronze  |
| Frances Kaszubski | Atletismo            | Arremesso de disco - feminino              | Bronze  |
| Willie Hunter | Boxe                 | Peso leve - masculino                      | Bronze  |
| John Stewart | Boxe                 | Peso meio-pesado - masculino               | Bronze  |
| Norvel Lee | Boxe                 | Peso pesado - masculino                    | Bronze  |
| Nathaniel Lubell | Esgrima              | Florete individual - masculino             | Bronze  |
| Edward Vebell | Esgrima              | Espada individual - masculino              | Bronze  |
| Donald McCann | Lutas                | Até 87 kg - masculino                      | Bronze  |
| Burwell Jones | Natação              | 100 metros costas - masculino              | Bronze  |
| Bowen Stassforth | Natação              | 200 metros peito - masculino               | Bronze  |
| Carol Pence | Natação              | 200 metros peito - feminino                | Bronze  |
| Estados Unidos: Bruce O'Brien James Norris John Spargo Harry Bisbey Marvin Burns Norman Dornblaser Norman Lake Peter Stange Robert Hughes William Zerkie                                          | Polo aquático        | Equipe - masculino                         | Bronze  |
| Samuel Lee | Saltos ornamentais   | Trampolim de 3 m - masculino               | Bronze  |
| Miller Anderson | Saltos ornamentais   | Plataforma de 10 m - masculino             | Bronze  |
| Mary Cunningham | Saltos ornamentais   | Plataforma de 10 m - feminino              | Bronze  |

| Esporte              | Medalha de ouro | Medalha de prata | Medalha de bronze | Total |
| Atletismo            | 16              | 12               | 6                 | 34    |
| Basquete             | 1               | 0                | 0                 | 1     |
| Beisebol             | 0               | 1                | 0                 | 1     |
| Boxe                 | 0               | 0                | 3                 | 3     |
| Esgrima              | 3               | 2                | 2                 | 7     |
| Ginástica            | 2               | 2                | 0                 | 4     |
| Levantamento de peso | 5               | 1                | 0                 | 6     |
| Lutas                | 4               | 3                | 1                 | 8     |
| Natação              | 8               | 6                | 3                 | 17    |
| Pentatlo moderno     | 1               | 1                | 0                 | 2     |
| Polo aquático        | 0               | 0                | 1                 | 1     |
| Saltos ornamentais   | 2               | 3                | 3                 | 8     |
| Tiro esportivo       | 3               | 3                | 0                 | 6     |
| Total                |                 |                  |                   |       |

## Basquetebol
| Equipe | Fase classificatória   | Fase final                                                                                     | Pos.            |
| Equipe | Adversário e resultado | Adversário e resultado                                                                         | Pos.            |
| --- | ---------------------- | ---------------------------------------------------------------------------------------------- | --------------- |
| Bob Gilbert Charles O'Neill Cliff Murray Dick Atha Dick Faszholz Don Barksdale Ed Longfellow Gene Lambdin Jim Powell Ken Leslie Neil Turner Richard Babcock Roger Adkins Tom Kern | ECU Equador V 74-52    | CUB Cuba V 77-59 PAN Panamá V 90-55 CHI Chile V 69-50 BRA Brasil V 74-42 ARG Argentina V 57-51 | Medalha de ouro |

## Boxe
| Atleta         | Evento                  | Preliminares           | Quartas-de-final       | Semifinais             | Final                  | Pos.              |
| Atleta         | Evento                  | Adversário e resultado | Adversário e resultado | Adversário e resultado | Adversário e resultado | Pos.              |
| -------------- | ----------------------- | ---------------------- | ---------------------- | ---------------------- | ---------------------- | ----------------- |
| Gilmore Slater | Mosca − masculino       | n/a                    | ARG Barenghi D         | Não avançou            | Não avançou            |                   |
| Ned Doughty    | Galo − masculino        | TTO Wilson V           | ARG González D         | Não avançou            | Não avançou            |                   |
| Cortés Jackson | Pena − masculino        | n/a                    | PAN Anderson V         | ARG Núñez D            | Não avançou            | 4º                |
| Willie Hunter  | Leve − masculino        | n/a                    | VEN Matute V           | ARG Gallardo D         | Não avançou            | Medalha de bronze |
| Louis Gage     | Meio-médio − masculino  | CUB Hernández D        | Não avançou            | Não avançou            | Não avançou            |                   |
| Harold Coles   | Médio − masculino       | n/a                    | GUA Leal V             | ARG Pereira D          | Não avançou            | 4º                |
| John Stewart   | Meio-pesado − masculino | n/a                    |                        | BRA Gratone D          | Não avançou            | Medalha de bronze |
| Norvel Lee     | Pesado − masculino      | n/a                    |                        | CHI Bignon D           | Não avançou            | Medalha de bronze |

## Polo aquático
| 2 de março | Estados Unidos | 6 – 2 | Chile |  |

| 3 de março | Estados Unidos | 7 – 0 | México |  |

| 5 de março | Brasil | 8 – 5 | Estados Unidos |  |

| 7 de março | Argentina | 9 – 2 | Estados Unidos |  |